# 均方
在数学及其应用中，均方是一组数字或随机变量的平方值的算术平均数，或一组数字与给定某数（例如数据的平均数或假定平均值）之差的平方的算术平均值。
当均方相对于给定的“目标值”或“正确值”计算时，或者用作与一系列正确值之差的均方时，称为均方误差。
一组样本值{\displaystyle x_{i}}的方差的无偏估计量要使用比样本容量{\displaystyle n}的数字减1作为除数，而非简单地使用算术平均值，它仍然称为均方（例如在方差分析中）：
{\displaystyle s^{2}=\textstyle {\frac {1}{n-1}}\sum (x_{i}-{\bar {x}})^{2}}
随机变量的二阶矩{\displaystyle E(X^{2})}也称为均方。
均方的平方根称为均方根（RMS），可用作随机变量標準差的估计量。